# Anasztásziosz Kákosz
Anasztásziosz Kákosz (görögül: Αναστάσιος Κάκος) (Korfu, 1970. augusztus 15. –) görög nemzetközi labdarúgó-játékvezető.

## Pályafutása

### Nemzeti játékvezetés
Játékvezetésből 1997-ben Korfun vizsgázott. A Görög Labdarúgó-szövetség Játékvezető Bizottságának (JB) minősítésével 2000–2001 között a 4. Nemzeti Bajnokság Nyugati csoportjában szolgált. 180 játékvezetője közül, szakmai teljesítménye alapján a 3. helyre sorolták. 2001–2002-között az országos 3. Liga 85 bírója közül a 6. legjobb teljesítményt nyújtotta. 2002–2003 között a nemzeti B Liga 5., 2003–2004 között a 2. legjobb játékvezető. 2004-ben az I. Liga játékvezetője. 2008-ban profi bíróként a Szúper Línga Eláda játékvezetője. Küldési gyakorlat szerint rendszeres 4. bírói, illetve alapvonalbírói szolgálatot is végzett. A Szúper Línga Eláda játékvezetőjeként 2014-ben visszavonult.

#### Nemzeti kupamérkőzések
Vezetett kupadöntők száma: 3.

##### Görög labdarúgókupa
| Időpont           | Helyszín                | Mérkőzés típusa | Mérkőzés                                           | Eredmény | Nézők száma |
| ----------------- | ----------------------- | --------------- | -------------------------------------------------- | -------- | ----------- |
| 2009. május 2.    | Olimpiai Stadion, Athén | döntő           | AÉK–PAE Olimbiakósz SZFP                           | 4 – 4    | 48 594      |
| 2010. április 24. | Olimpiai Stadion, Athén | döntő           | PAE Panathinaikósz AÓ–PAE ASZ Árisz Theszaloníkisz | 1 – 0    | 48 926      |
| 2011. április 30. | Olimpiai Stadion, Athén | döntő           | PAE APSZ Atrómitosz Athinón–AÉK                    | 0 – 3    | 43 000      |

### Nemzetközi játékvezetés
A Görög labdarúgó-szövetség JB terjesztette fel nemzetközi játékvezetőnek, a Nemzetközi Labdarúgó-szövetség (FIFA) 2007-től tartotta nyilván bírói keretében. A FIFA JB központi nyelvei közül a angolt beszéli. Az UEFA JB besorolása szerint 2010-től első kategóriás játékvezető. Több nemzetek közötti válogatott, valamint Európa-liga és UEFA-bajnokok ligája klubmérkőzést vezetett, vagy működő társának 4. bíróként segített. A görög nemzetközi játékvezetők rangsorában, a világbajnokság-Európa-bajnokság sorrendjében többedmagával a 6. helyet foglalja el 4 találkozó szolgálatával. A nemzetközi játékvezetéstől 2014-ben búcsúzott. Válogatott mérkőzéseinek száma: 7 (2013. március 22.)
| Időpont             | Helyszín              | Mérkőzés típusa           | Mérkőzés          | Eredmény | Nézők száma |
| ------------------- | --------------------- | ------------------------- | ----------------- | -------- | ----------- |
| 2008. augusztus 20. | Városi Stadion, Izmir | első válogatott mérkőzése | Törökország–Chile | 1 – 0    | 12 710      |

#### Labdarúgó-világbajnokság
A 2010-es labdarúgó-világbajnokságon, valamint a 2014-es labdarúgó-világbajnokságon a FIFA JB játékvezetőként alkalmazta. Selejtező mérkőzéseket az UEFA zónában vezetett.

##### 2010-es labdarúgó-világbajnokság
| Időpont             | Helyszín            | Mérkőzés típusa           | Mérkőzés                 | Eredmény | Nézők száma |
| ------------------- | ------------------- | ------------------------- | ------------------------ | -------- | ----------- |
| 2009. szeptember 9. | HDI-Arena, Hannover | előselejtező (4. csoport) | Németország–Azerbajdzsán | 4 – 0    | 35 369      |

##### 2014-es labdarúgó-világbajnokság
| Időpont          | Helyszín                | Mérkőzés típusa           | Mérkőzés                              | Eredmény | Nézők száma |
| ---------------- | ----------------------- | ------------------------- | ------------------------------------- | -------- | ----------- |
| 2013. március 22 | Városi Stadion, Asztana | előselejtező (C. csoport) | Kazahsztán–Német labdarúgó-válogatott | 0 – 3    | 29 300      |

#### Labdarúgó-Európa-bajnokság
A 2012-es labdarúgó-Európa-bajnokságon az UEFA JB játékvezetőként foglalkoztatta. 
| Időpont             | Helyszín                    | Mérkőzés típusa           | Mérkőzés           | Eredmény | Nézők száma |
| ------------------- | --------------------------- | ------------------------- | ------------------ | -------- | ----------- |
| 2010. szeptember 3. | Központi Stadion, Podgorica | előselejtező (G. csoport) | Montenegró–Wales   | 1 – 0    | 7442        |
| 2011. szeptember 2. | Olimpiai Stadion, Helsinki  | előselejtező (E. csoport) | Finnország–Moldova | 4 – 1    | 9056        |

#### Nemzetközi kupamérkőzések

##### UEFA-kupa
| Időpont          | Helyszín                            | Mérkőzés típusa | Mérkőzés                    | Eredmény |
| ---------------- | ----------------------------------- | --------------- | --------------------------- | -------- |
| 2008. július 31. | David Abashidze Stadion, Zesztaponi | első selejtező  | SZK Zesztaponi–Győri ETO FC | 1 – 2    |